# Ашурабад (Сіяхкаль)
Ашурабад (перс. عاشوراباد) — село в Ірані, у дегестані Дейламан, у бахші Дейламан, шагрестані Сіяхкаль остану Ґілян. За даними перепису 2006 року, його населення становило 83 особи, що проживали у складі 29 сімей.

## Клімат
Середня річна температура становить 9,87 °C, середня максимальна – 25,56 °C, а середня мінімальна – -7,21 °C. Середня річна кількість опадів – 396 мм.
| Клімат поселення                              | Клімат поселення | Клімат поселення | Клімат поселення | Клімат поселення | Клімат поселення | Клімат поселення | Клімат поселення | Клімат поселення | Клімат поселення | Клімат поселення | Клімат поселення | Клімат поселення | Клімат поселення |
| Показник                                      | Січ.             | Лют.             | Бер.             | Квіт.            | Трав.            | Черв.            | Лип.             | Серп.            | Вер.             | Жовт.            | Лист.            | Груд.            |                  |
| Середній максимум, °C                         | 4,44             | 5,22             | 7,97             | 14,26            | 19,12            | 23,47            | 25,56            | 25,49            | 22,26            | 18,43            | 11,75            | 6,60             |                  |
| Середня температура, °C                       | −1,39            | −0,61            | 2,16             | 8,44             | 13,30            | 17,66            | 20,36            | 20,27            | 17,06            | 13,23            | 6,55             | 1,40             |                  |
| Середній мінімум, °C                          | −7,21            | −6,43            | −3,69            | 2,61             | 7,47             | 11,83            | 15,14            | 15,09            | 11,85            | 8,03             | 1,34             | −3,82            |                  |
| Норма опадів, мм                              | 36               | 38               | 61               | 50               | 38               | 13               | 12               | 10               | 15               | 35               | 42               | 46               |                  |
| Середньомісячна швидкість вітру, м/с          | 1.96             | 2.48             | 2.72             | 2.92             | 2.44             | 2.25             | 2.15             | 1.99             | 1.88             | 1.87             | 2.20             | 1.91             |                  |
| Середньомісячна сонячна радіація, кДж/м²·день | 7596             | 10011            | 12540            | 16630            | 20589            | 23496            | 23455            | 20556            | 17430            | 12533            | 9286             | 7227             |                  |
| --------------------------------------------- | ---------------- | ---------------- | ---------------- | ---------------- | ---------------- | ---------------- | ---------------- | ---------------- | ---------------- | ---------------- | ---------------- | ---------------- | ---------------- |
| Джерело:                                      |                  |                  |                  |                  |                  |                  |                  |                  |                  |                  |                  |                  |                  |